# سام سنكلير بيكر
سام سينكلير بيكر (ولد في باترسون، نيو جيرسي، في 29 تموز 1909 - وتوفي في 5 آذار 1997)، وهو مؤلف ومشارك في تأليف العديد من كتب الإرشاد وتطوير الذات. وأبرزها كتاب «نظام سكارسديل الغذائي الطبي المتكامل» الذي ألفه بالتعاون مع الدكتور هيرمان تارنور.
حقق كتاب «نظام سكارسديل الغذائي الطبي المتكامل» نجاحا بكونه الأكثر مبيعا مثل كتاب «نظام الاطباء لخسارة الوزن سريعا» الذي كتبه الدكتور ايروين ماكسويل ستيلمان.
كان سام سينكاير بيكر أحد المؤسسين الأوائل لمشاتل ستيرن، وأحد مطوري ماركة «ميريكل غرو» لتغذية النبات.
كما انه ألّف العديد من الكتب حول البستنة.
توفي بيكر في نيويورك عام 1997.